# سمیر گسمی
سمیر گسمی (فرانسوی: Samir Guesmi‎؛ زادهٔ ۷ اکتبر ۱۹۶۷) هنرپیشه، کارگردان و فیلم‌نامه‌نویس اهل فرانسه است.

## گزیدهٔ آثار

### سینما
- ترانسپورتر: سوخت‌گیری مجدد (۲۰۱۵)
- بدترین کابوسم (۲۰۱۱)
- زنی در طبقه پنجم (۲۰۱۱)
- وجه نقد (۲۰۰۸)
- یک روز در موزه (۲۰۰۸)
- پیش پا افتاده (۲۰۰۷)
- احمد (۲۰۰۶)
- سرهنگ (۲۰۰۶)
- بلوک ۱۳ (۲۰۰۴)
- آنتونی زیمر (۲۰۰۵)

### تلویزیون
- بازگشتگان (۲۰۱۲ تا کنون)